# Saison 1989 de l'ATP
Cet article traite de la saison 1989 masculine. Pour la saison 1989 féminine, voir Saison 1989 de la WTA.
Vainqueurs des tournois majeurs
La saison 1989 de l'ATP correspond à l'ensemble des tournois de tennis professionnels organisés par l'ATP entre janvier et décembre 1989. 

## Classements

### Evolution du top 10
| Rang | Nom | Points |
| ---- | --- | ------ |
| 1    |     |        |
| 2    |     |        |
| 3    |     |        |
| 4    |     |        |
| 5    |     |        |
| 6    |     |        |
| 7    |     |        |
| 8    |     |        |
| 9    |     |        |
| 10   |     |        |

| Rang | Nom | Points |
| ---- | --- | ------ |
| 1    |     |        |
| 2    |     |        |
| 3    |     |        |
| 4    |     |        |
| 5    |     |        |
| 6    |     |        |
| 7    |     |        |
| 8    |     |        |
| 9    |     |        |
| 10   |     |        |

| Rang | Évolution | Nom | Points |
| ---- | --------- | --- | ------ |
| 1    |           |     |        |
| 2    |           |     |        |
| 3    |           |     |        |
| 4    |           |     |        |
| 5    |           |     |        |
| 6    |           |     |        |
| 7    |           |     |        |
| 8    |           |     |        |
| 9    |           |     |        |
| 10   |           |     |        |

| Rang | Évolution | Nom | Points |
| ---- | --------- | --- | ------ |
| 1    |           |     |        |
| 2    |           |     |        |
| 3    |           |     |        |
| 4    |           |     |        |
| 5    |           |     |        |
| 6    |           |     |        |
| 7    |           |     |        |
| 8    |           |     |        |
| 9    |           |     |        |
| 10   |           |     |        |

### Statistiques du top 20
| N° | Joueur           | Pays | Evolution |
| -- | ---------------- | ---- | --------- |
| 1  | Ivan Lendl       |      | +1        |
| 2  | Boris Becker     |      | +2        |
| 3  | Stefan Edberg    |      | +2        |
| 4  | John McEnroe     |      | +7        |
| 5  | Michael Chang    |      | +25       |
| 6  | Brad Gilbert     |      | +16       |
| 7  | Andre Agassi     |      | −4        |
| 8  | Aaron Krickstein |      | +6        |
| 9  | Alberto Mancini  |      | +40       |
| 10 | Jay Berger       |      | +24       |
| 11 | Martín Jaite     |      | +42       |
| 12 | Mats Wilander    |      | −11       |
| 13 | Tim Mayotte      |      | −3        |
| 14 | Jimmy Connors    |      | −7        |
| 15 | Carl-Uwe Steeb   |      | +54       |
| 16 | Yannick Noah     |      | −4        |
| 17 | Andrés Gómez     |      | +7        |
| 18 | Miloslav Mečíř   |      | −5        |
| 19 | Emilio Sánchez   |      | −3        |
| 20 | Kevin Curren     |      | +3        |

## Palmarès

### Simple
| Date  | Tournoi         | Tournoi | Dotation    | Surface      | Vainqueur     | Vainqueur | Finaliste      | Finaliste | Score                   | Tableau |
| ----- | --------------- | ------- | ----------- | ------------ | ------------- | --------- | -------------- | --------- | ----------------------- | ------- |
| 16/01 | Australian Open |         | $ 933 342   | Dur          | Ivan Lendl    |           | Miloslav Mečíř |           | 6-2, 6-2, 6-2           | Tableau |
| 29/05 | Roland-Garros   |         | $ 1 945 000 | Terre battue | Michael Chang |           | Stefan Edberg  |           | 6-1, 3-6, 4-6, 6-4, 6-2 | Tableau |
| 26/06 | Wimbledon       |         | $ 2 204 162 | Gazon        | Boris Becker  |           | Stefan Edberg  |           | 6-0, 7-6, 6-4           | Tableau |
| 28/08 | US Open         |         | $ 2 000 000 | Dur          | Boris Becker  |           | Ivan Lendl     |           | 7-6, 1-6, 6-3, 7-6      | Tableau |
| 28/11 | Masters         |         | $ 750 000   | Synthétique  | Stefan Edberg |           | Boris Becker   |           | 4-6, 7-6, 6-3, 6-1      | Tableau |

## Informations statistiques

### En simple
| Joueur          | Nombre | Titre(s)              |           |
| 🇩🇪 Boris Becker | 5      | {\| class="wikitable" | Wimbledon |

|}
|
| Joueur      | Début de carrière | Premier titre |
| Jim Courier | 1988              | Bâle          |

|}

### En double
| Joueur | Nombre | Titre(s)           |
|        | ?      | liste des tournois |

| Joueur      | Début de carrière | Premier titre |
| Jim Courier | 1988              | Rome          |